# Zick Zack
Zick Zack (alemán para 'Zig Zag') es una canción de la banda alemana de metal industrial Rammstein. Fue lanzado el 7 de abril de 2022 como el segundo single de su próximo octavo álbum, Zeit.

## Contenido
"Zick Zack" trata sobre operaciones cosméticas y el creciente deseo de necesitar cirugía para conservar la juventud y mantener una apariencia aceptable a medida que uno envejece. "Zick Zack" se traduce como zigzag, un patrón de corte ocasionalmente usado en cirugía cosmética para mejorar la cicatrización.

## Videoclip
El video muestra a los miembros de la banda actuando para una pequeña audiencia de fanáticos de ancianos, vestido con ropa estereotipada de la banda hair de los años 80,  interpretando la canción, con coristas vendadas, que actúan como esteticistas de la banda en el backstage. Todos los miembros de la banda parecen haberse sometido a varias cirugías estéticas o usar prótesis para exagerar su apariencia, desde Christoph Schneider usando un tupé  para ocultar su calvicie,  Paul Landers con dentadura postiza, Richard Kruspe usando un silicona six pack, a Oliver Riedel tatuándose su cara.
El personaje de Till Lindemann aparece fuertemente botox, y a lo largo del video, su rostro comienza a hundirse mientras interpreta la canción, obligándose a sí mismo y al personaje de Flake Lorenz a abandonar el escenario. Lindemann toma medidas extremas e intenta reconstruir literalmente su cara llena de botox con una grapadora y cinta adhesiva.
Al final, el gato se comió la liposucción, para horror de una mujer.

## Lista de temas
Todas las canciones escritas y compuestas por Rammstein. 
| N.º | Título                                           | Duración |  |
| 1.  | «Zick Zack»                                      | 4:04     |  |
| 2.  | «Zick Zack» (remix by Boys Noize)                | 4:00     |  |
| 3.  | «Zick Zack» (remix by Boys Noize - Instrumental) | 4:29     |  |